# Beck (manga)
BECK (ベック?) es una serie manga, que luego se adaptó al anime con el nombre BECK: Mongolian Chop Squad. Su autor es Harold Sakuishi, y fue publicado por primera vez en la revista Gekkan Shōnen Magazine de la editorial Kōdansha. Nos cuenta la historia de un grupo de jóvenes japoneses que forman un grupo de rock. Actualmente está licenciada en EE. UU. y parte de Europa, pero no en España. Además del manga, se han publicado 3 "guidebooks". BECK ganó en 2002 el Kodansha Manga Award en la modalidad shōnen.

## Sinopsis
Koyuki es un chico japonés de 14 años que entra en la escuela secundaria con dos amigos de la infancia. El primero es Tanabe, el típico pervertido que no puede pensar más que en mujeres y que siempre está intentando fotografiar a las chicas en poses "comprometedoras", y el segundo es una atractiva estudiante llamada Izumi, era casi la única chica con la que se llevaba bien cuando era pequeño. La aburrida vida de Koyuki cambia cuando salva a un perro de extraña apariencia de unos niños que le querían dar una paliza. El dueño de Beck (el perro) resulta ser un guitarrista, Minami Ryuusuke. Los dos se hacen amigos y así comienza su divertida, loca, y a veces peligrosa aventura musical.

## Argumento
La historia se centra en un niño llamado Yukio Tanaka, —apodado Koyuki dado que cuando era pequeño había dos Yukio en su clase y como era el más bajo se incluyó el prefijo Ko— que empieza la serie en la escuela secundaria con 14 años y en las aventuras y desventuras de su banda llamada BECK también llamada Mongolian Chop Squad en los Estados Unidos pues Beck era un nombre poco comercial.
Un factor muy importante en el avance de la serie es la relación entre Koyuki y la hermana de Ryusuke, Maho Minami, pues esta relación le da más confianza y soltura al actuar en los conciertos a los cuales Maho siempre asiste. Otros personajes muy importantes en la historia son los otros tres componentes de Beck que quedan: Saku, el batería y mejor amigo de Koyuki (es el último miembro en incluirse al grupo), Chiba, cantante (trabaja en un restaurante de ramen malísimo y de vez en cuando canta indivudialmente para entrenarse en competiciones callejeras), y Taira, bajo (Ha estado en varios grupos dada su maestría como bajista y a Ryuusuke le costó bastante conseguir que entrara en el grupo).
El manga contiene referencias y tributos al rock clásico y a la cultura pop en general. Algunas veces salen conocidas estrellas del rock particularmente caracterizados al estilo manga en concreto en un sueño que tienen los protagonistas sobre uno de sus conciertos, salen varias leyendas del rock como Eric Clapton, Kurt Cobain, Sid Vicious, John Lennon y Freddie Mercury llorando mientras ven toda la basura que han dejado tras el concierto. Muchas veces se hace referencia a grandes músicos, como cuando Ryusuke toca Machine Gun, una canción de Jimi Hendrix quien salva su vida, cuando un gamberro dispara a alguien que estaba cerca de él. La guitarra de Ryusuke, Lucille, y su historia, están basadas en la de la guitarra de B.B. King, del mismo nombre. Una guitarra que da muchos problemas a Ryuusuke dado que la encontró en un lugar peligroso en Estados Unidos.
Harold Sakuishi ha admitido que la banda está inspirada en los Red Hot Chili Peppers. El autor también admitió que es su banda favorita, y en especial la canción Under the Bridge, que le ayudó mucho en un mal momento de su vida. Sakuishi escribió un manga de un solo capítulo llamado Under the Bridge que narra la historia de cómo conoció a los Red Hot Chili Peppers.
El anime sigue de una forma bastante fiel el argumento del manga hasta el capítulo 30 - tomo 10 del manga aproximadamente. A partir de este, hay que leer el manga para conocer el resto de la historia.

## Personajes

### Yukio ("Koyuki") Tanaka
- Voz por: Daisuke Namikawa.

La serie sigue a su personaje principal y su rápida evolución entre una persona regular a un gran guitarrista. Siendo extremadamente amable como es, no puede evitar ser abusado por otros; una posible metáfora del estereotipo de la sociedad japonesa. El último miembro de Beck, él es el segundo guitarrista y vocalista.
Yukio tiene una bella voz que es usada en las canciones más lentas de Beck. Tiene una Telecaster de Fender, aunque más adelante consigue una SG vieja en la basura que tras ser reparada logra un sonido áspero muy particular.

### Ryusuke ("Ray") Minami
- Voz por: Yuuma Ueno.

Un personaje japonés con mucha historia en América; habla fluidamente el inglés y frecuentemente usa japonés e inglés en sus conversaciones. Vive con su abuela en una cabaña al lado de un lago para pescar. Sus habilidades y gusto por la música inspiraron a Koyuki a tomar la guitarra. Es el creador de la banda y guitarrista líder. Cuando era joven él y Eddie robaron a Lucille del coche de León Syke. Aunque no se mete en la vida de su hermana al ver que Koyuki y ella peleaban le dio un "regalo".

### Ken'ichi Saitō
- Voz por: Porche Okite.

Es el profesor de guitarra y natación de Koyuki; Saitou alguna vez nadó en las olimpiadas pero no logró su sueño de ganar y así entregó su vida a enseñar a otros como nadar mejor. Saitou es gritón y estricto en público, especialmente cuando se trata de nadar. Pero afuera del agua es mucho más abierto y es cuando pide consejo a Koyuki para atraer a Momo. Es un fan del rock británico y su banda favorita son los ficticios ‘’Rocket Boys’’, mientras que en el manga son The Beatles.

### Maho Minami
- Voz por: Miho Saiki.

Es la hermana de Ryusuke; una vocalista muy talentosa. Al principio con una relación dudosa con Koyuki, pero después se confirma que es su novia. (Esto se ve en el manga ya que en el anime, no se llega hasta esa parte en la historia).

### Izumi Ishiguro
- Voz por: Miki Maruyama.

La amiga de la infancia de Koyuki por la que tuvo que tomar la difícil elección entre ella y Maho. Para cuando toma su decisión las dos chicas toman también las suya que por suerte es similar.

### Yoshiyuki Taira
- Voz por: Kenji Nojima.

El primer miembro reclutado de Beck. Taira es el bajista y el más talentoso en la banda llegando a superar a Ryusuke. Toca un bajo Music Man stingray. Poco se sabe de él y su actitud pareciera a veces como de no importarle nada. Se le ha visto trabajando como oficial de tránsito. El personaje está basado en el bajista de los Red Hot Chilippepers "Flea"

### Tsunemi Chiba
- Voz por: Shintarou Oohata.

Vocalista principal de Beck. Es el miembro clave que Ryusuke necesitaba para traer a Taira a la banda. Comparado con Koyuki su voz es más orientada al punk y al rock, como la mayoría de las canciones de la banda. El nombró ‘’Beck’’ a la banda después de quedársele viendo al perro por unos momentos. Además el personaje se basa en Zack de la Rocha, de Rage Against the Machine.

### Yuji ("Saku") Sakurai
- Voz por: Tooru Nara.

El cuarto y último miembro en unirse a beck, es también el mejor amigo de Koyuki, estando con él hasta cuando un abusón y su pandilla lo golpearon por romper la ley de hielo que le aplicaron a Koyuki. Es el baterista, inspirado por su hermano, y reemplaza al baterista original de Beck quien había seguido a Ryusuke desde su banda original Serial Mama.

### Momoko ("Momo") Ogasawara
- Voz por: Yūko Nagashima.

La profesora de música de Koyuki en la escuela que conoce a Saitō a través de Koyuki y empieza a desarrollar con él una relación a lo largo de la serie. En el manga se ve que acaban prometidos.

### Eiji Kimura
- Voz por: Shigeru Shibuya.

Originalmente tocaba en Serial Mama con Ryusuke y se volvió su rival en su nueva banda Belle Ame formada como competencia y logrando éxito más por la apariencia de sus miembros que por su música. Obteniendo todas las mejores oportunidades Belle Ame parecía destinada a la grandeza hasta que Beck destruyó su camino a la fama costándole aparecer en la lista negra de la industria musical.

### Eddie Lee
- Voz por: Jamie Vickers.

Guitarrista líder de ‘’Dying Breed’’ él fue el mejor y único amigo de Ryusuke. Mientras crecían juntos robaron al perro Beck y la guitarra Lucille. Eddie se muestra muy interesado en la banda de su amigo ryusuke, demuestra un especial interés en koyuki en su voz y habilidad para componer. A mitad de la historia del manga encuentra su final en una carretera estadounidense a manos de Leon Sykes. Al final, Eddie agradece la muerte diciendo que tuvo una buena vida.

### Matt Reed
- Voz por: Daniel Katsuk.

El vocalista de ‘’Dying Breed’’ quien aparece casi siempre ebrio. Apoyó a Koyuki como un nuevo vocalista.

### Leon Sykes
- Voz por: RYU.

Un millonario y muy influyente productor musical que produce muchas estrellas en Estados Unidos. Sykes es el dueño original de Beck y Lucille, quienes recupera violentamente de Ryusuke después de raptarlo. Se dice que está enredado en muchos negocios turbios relacionados con su fortuna y determina que no ganaría mucho dinero al matar a Ryusuke. Se dice que es multiétnico con el rumor de que proviene de 5 diferentes razas.

### John Lee Davis
- Voz por: Lawrence Varnado.

Presentado como el tío de Sykes en la manga, John Lee Davis es un viejo guitarrista del blues. En la historia se revela que fue un pupilo de Sonny Boy y se le entregó Lucille a él. Es uno de los ídolos musicales de Ryusuke y a través de su intervención después de haber reconocido el talento de Ryusuke, escapa este de ser asesinado por Leon. Presumiblemente es un tributo a John Lee Hooker.

### Animales

#### Beck
- Voz por: Tomohisa Asō.

Un perro que al parecer fue cosido en partes como Frankenstein. Tiene una porción azul de pelo entre su oreja izquierda y su nuca es moteada como la de un dálmata, mientras que tiene pelaje dorado en el resto de su cuerpo. Según el autor, tanto Beck como Keith están basados en el cortometraje Frankenweenie de Tim Burton y en Kuroo Hazama de Black Jack, de los cuales el mismo es fanático.

#### Keith
- Voz por: Taliesin Jaffe.

Muy parecido a Beck pero más alto y estilizado, su dueño es Leon Sykes.

#### Page
- Voz por: Jamie Marchi.

Una cacatúa de Ken'ichi Saitou. Page canta si las canciones son grandiosas. Saito dice que hacerla cantar es su más grande deseo. Koyuki lo logra en uno de los episodios con una canción que estaba tarareando y que después se convierte en su primera canción Slip Out.

## Influencia musical
El manga contiene muchas referencias y tributos al rock y pop de cultura general. Cada capítulo contiene alguna parodia de álbumes de rock con los personajes del manga. Existe una secuencia de un sueño donde aparecen ídolos del rock fallecidos como Keith Moon , John Bonham, Kurt Cobain, Sid Vicious, Jimi Hendrix, John Lennon, Bob Marley y Freddie Mercury. Este sueño es un punto importante de la historia del anime pues todos los miembros de Beck lo experimentan antes del concierto de Greatful Sound con la excepción de Chiba, lo que lo lleva a pensar que está retrasando a la banda y no es hasta la gira americana de Beck tocando sin Ryuusuke (quien había dejado Beck desde Greatful Sound) que Chiba tuvo el sueño donde Jimi Hendrix le dice que se iban a encontrar en su tumba.
Harold Sakuishi ha admitido que la banda está inspirada en gran parte en los Red Hot Chili Peppers (Taira, el bajista, tiene un parecido con Flea). Sakuishi admite que son ellos su banda favorita y que su canción preferida es Under the Bridge, pues lo ayudó en momentos difíciles de su vida.
El nombre Lucille se debe a B. B. King ya que el sacó su guitarra de un incendio, en el que dos hombres peleaban por una mujer llamada Lucille, y B. B. King decidió ponerle ese nombre a su guitarra. A diferencia de la Lucille original, esta ha sido sacada de un tiroteo y no un incendio.

## Banda sonora

### O.S.T. 1: Beck
1. Mongolian Chop Squad - brainstorm (BIG Muff)
2. Mongolian Chop Squad - Spice Of Life
3. Chounaikaichuu no Musuko Band - mad house
4. Minami Maho - sly
5. Mongolian Chop Squad - Face
6. belle ame - Lost Melody
7. Rocket Boys - follow me
8. Kuniyoshi Chiemi - genki wo dashite
9. The Dying Breed Feat. Tanaka Yukio - moon on the water
10. Mongolian Chop Squad - Like A Foojin
11. ciel bleu - Youkai Ningen Bem
12. Hyoudou Band - Gymnasium
13. Chiba Tsunemi - reloaded
14. Musicmans Feat. Miyazawa Manabu - Journey
15. Saitou San Band feat. Tanaka Koyuki & Minami Maho - Follow Me
16. The Dying Breed - My world down
17. Hyoudou Band 2 - Love dischord
18. Mongolian Chop Squad - By her (Endless traveling map)
19. Mongolian Chop Squad - I've Got A Feeling
20. Mongolian Chop Squad - Slip out (Little more than before)
21. Tanaka Koyuki & Minami Maho - Moon on the water

### O.S.T. 2: Keith
1. Typhoon24 Feat.Tatsuzo Of Ykz - Spice of life
2. Tropical Gorilla - Big muff (brainstorm)
3. Up hold - Endless traveling map
4. Goofy'S Holiday - Piece of tears
5. Typhoon24 Feat.Tatsuzo of Ykz - Like a foojin
6. Goofy'S Holiday - Journey
7. beat crusaders - 50' Wisdom
8. Husking bee - Brightest
9. Sister - Face
10. Meister - I call you love
11. 10-feet - Little more than before (Slip out)
12. Beat crusaders - Moon On The Water

### Beat crusaders - Hit in america (op single)
1. HIT IN THE USA
2. SUPERCOLLIDER
3. B A D

### Meister - Above the clouds (ed single)
1. Above the clouds
2. My world down
3. Above the clouds (instrumental)
4. My world down (instrumental)

### BECK Tribute - Greatful Sound
1. CHOKE SLEEPER - Leave Me Alone
2. Nice Marbles - Furouto
3. SMORGAS - DEAD MAN
4. Loop-Line - Flow
5. BADFISH - UP SET VIBRATION
6. BERATREK with POLY-1 from Polysics - Let's GROOVE or die
7. 54 NUDE HONEYS - FAT LIVER
8. BAZRA - Yureru
9. Coaltar of the Deepers - h-s-k-s
10. RUMTAG - MELODY

## Curiosidades
- La tienda donde Koyuki compra su Fender Telecaster se llama Yngway Market que es un juego de letras para Yngwie Malmsteen, el virtuoso guitarrista sueco.
- La anterior banda de Taira es llamada Music mans, una referencia al bajo que él usa que es un Musicman Stingray.
- En uno de los episodios Koyuki toca Bombtrack de Rage Against the Machine. Otros tributos a la banda pueden ser vistos en la serie como cuando Ryusuke toca su guitarra haciendo sonidos de dj como en la canción Bulls on Parade.
- En la serie aparece un par de veces la mención New erotica, un tributo a la canción de Meshuggah Neurotica.
- La guitarra de Ryusuke Lucille es un tributo a la historia del nombre que el legendario B. B. King cuenta sobre su gibson: dos hombres pelean por una mujer y acaba la historia en tragedia, siendo en el anime una reyerta y en la vida real un incendio de un bar.
- Chiba está basado en el vocalista Zack de la Rocha, de Rage Against the Machine, al igual que Zack hace locas actuaciones sobre el escenario y tiene un Afro.
- El nombre de la canción Electric Sheep (Ver Manga Beck) fue tomado del grupo en el cual Tom Morello (Rage Against The Machine) fue integrante al ser joven.
- En el capítulo 33 del manga, aparece brevemente el CD de Dookie de Green Day
- En el último capítulo, las canciones que interpreta la banda de Taira, son del grupo japonés The Pillows, creadores de la OST de otro anime, FLCL.
- En el último capítulo del manga, aparece hiro nakamura, personaje de la persitigiosa serie de televisión "heroes" como un personaje secundario mirando el concierto.
- Uno de los guardaespaldas de Leon Sykes que es llamado por éste con el sobrenombre de "Doggy" tiene un parecido muy cercano al rapero Snoop Dog.
- En el Capítulo 97 del manga aparecen dos personas una portando la camiseta del Atlético de Madrid y la otra parece la del F. C. Barcelona
- En el capítulo 61 del manga página 25 se aprecia que el cartel de bandas aparece una llamada Chuck y abajo otra llamada Norris refiriéndose a Chuck Norris
- En el Capítulo 43 del manga página 11 se ve a Ozzy Osbourne como espectador del concierto
- En el Capítulo 60 del manga página 41 se ve la portada de Is This It de The Strokes
- En el capítulo 100 del manga página 27 se ve a una persona con una camiseta en la que se lee Puyol. Casualmente, esta persona guarda un parecido con el jugador de F.C Barcelona Carles Puyol
- En el Capítulo 40 del manga beck en una corta escena se observa un hombre con una camiseta en la cual se lee "The Rock", hombre que curiosamente se parece a Dwayne Jhonson, famoso luchador de la WWE que lleva el mismo apodo.
- En el capítulo 41 del manga, se ve en una escena como Matt Reed menciona una canción que había escuchado en la radio llamada "search and destroy, de como el tema Iggy & The Stooges del disco Raw Power